# Adam Hofstedt
Adam Hofstedt (15 febbraio 2002) è uno sciatore alpino svedese.

## Biografia
Specialista delle prove tecniche attivo dal novembre del 2018, Hofstedt ai Mondiali juniores di Sankt Anton am Arlberg 2023 ha conquistato la medaglia d'argento nello slalom speciale e ha esordito in Coppa Europa il 10 febbraio dello stesso anno a Jaun nella medesima specialità, senza completare la prova; ha debuttato in Coppa del Mondo il 28 gennaio 2025 a Schladming in slalom gigante, senza qualificarsi per la seconda manche. Non ha preso parte a rassegne olimpiche o iridate.

## Palmarès

### Mondiali juniores
- 1 medaglia:
  - 1 argento (slalom speciale a Sankt Anton am Arlberg 2023)

### Coppa Europa
- Miglior piazzamento in classifica generale: 34º nel 2025

### Nor-Am Cup
- Miglior piazzamento in classifica generale: 34º nel 2022
- 1 podio:
  - 1 vittoria

#### Nor-Am Cup - vittorie
| Data             | Località | Paese  | Specialità |
| ---------------- | -------- | ------ | ---------- |
| 15 dicembre 2021 | Panorama | Canada | SL         |

Legenda:

SL = slalom speciale

### Campionati svedesi
- 5 medaglie:
  - 3 ori (slalom speciale nel 2021; supergigante, slalom speciale nel 2024)
  - 2 argenti (slalom speciale nel 2022; slalom gigante nel 2024)